# Yosuke Tashiro
Yosuke Tashiro (født 27. juni 1995) er en japansk fodboldspiller.
Han har spillet for flere forskellige klubber i sin karriere, herunder Vissel Kobe og Thespakusatsu Gunma.